# Würzburg
Würzburg este capitala regiunii administrative Franconia Inferioară, landul Bavaria, Germania. La 31 decembrie 2010 număra 133.799 de locuitori. Würzburg are, administrativ, statut de district urban, este deci oraș-district (în germană kreisfreie Stadt).

## Istoric
Orașul este atestat documentar de la 1 mai 704. Episcopia romano-catolică de Würzburg a fost înființată în anul 742.

## Transporturi
Orașul Würburg este un nod rutier și feroviar, aici întâlnindu-se axele de transport nord-sud și est-vest din Germania. Gara Würzburg este conectată din anul 1988 la Calea ferată de mare viteză Hanovra-Würzburg. Trenurile ICE circulă pe această linie cu viteza de 280km/oră, iar trenurile de marfă cu 160km/oră.

## Populație

### Evoluția demografică
|  | Graficele sunt indisponibile din cauza unor probleme tehnice. Mai multe informații se găsesc la Phabricator și la wiki-ul MediaWiki. |

| 1200        | 5000   | 1 dec. 1875  | 44 975  | 29 oct. 1946  | 55 604  |
| 1512        | 5 365  | 1 dec. 1880  | 51 014  | 13 sept. 1950 | 78 443  |
| 1571        | 8 590  | 1 dec. 1885  | 55 010  | 25 sept. 1956 | 102 950 |
| 1621        | 9 782  | 1 dec. 1890  | 61 039  | 6 iun. 1961   | 116 883 |
| 1703        | 13 883 | 2 dec. 1895  | 68 747  | 31 dec. 1965  | 122 067 |
| 1787        | 18 070 | 1 dec. 1900  | 75 499  | 27 mai 1970   | 117 147 |
| 1813        | 19 925 | 1 dec. 1905  | 80 327  | 31 dec. 1975  | 112 584 |
| 1 iun. 1830 | 21 672 | 1 dec.1910   | 84 496  | 31 dec. 1980  | 128 652 |
| 3 dec. 1846 | 22 650 | 1 dec. 1916  | 71 044  | 31 dec. 1985  | 127 997 |
| 3 dec. 1852 | 29 848 | 5 dec. 1917  | 70 923  | 25 mai 1987   | 123 378 |
| 3 dec. 1855 | 32 598 | 8 oct. 1919  | 86 571  | 31 dec. 1990  | 127 777 |
| 3 dec. 1861 | 36 119 | 16 iun. 1925 | 89 910  | 31 dec 1995   | 127 295 |
| 3 dec. 1864 | 41 575 | 16 iun. 1933 | 101 003 | 31 dec 2000   | 127 966 |
| 3 dec. 1867 | 42 185 | 17 mai 1939  | 107 515 | 31 dec. 2005  | 129 628 |
| 1 dec. 1871 | 40 005 | 31 dec. 1945 | 52 999  | 31 dec. 2006  | 131 320 |

## Monumente
- Domul din Würzburg, catedrală romanică a cărei construcție a început în anul 1040, considerată după mărime a patra bazilică romanică din Germania. Capela familiei Schönborn din acest dom a fost creată de marele arhitect german Balthasar Neumann.
- Rezidența din Würzburg, ansamblu baroc construit între 1719-1746, a fost înscrisă în anul 1981 pe lista patrimoniului cultural mondial UNESCO.

## Personalități
- Matthias Grünewald (1480-1528), pictor, inginer;
- Wilhelm Conrad Röntgen (1845-1923) a descoperit în anul 1885 la Würzburg razele care îi poartă numele (vezi Radiație Röntgen);
- Werner Heisenberg (1901–1976), fizician, laureat al Premiului Nobel pentru Fizică în anul 1932, unul din fondatorii fizicii cuantice;
- Fritz Koenig (1924-2017), sculptor.

## Galerie de imagini

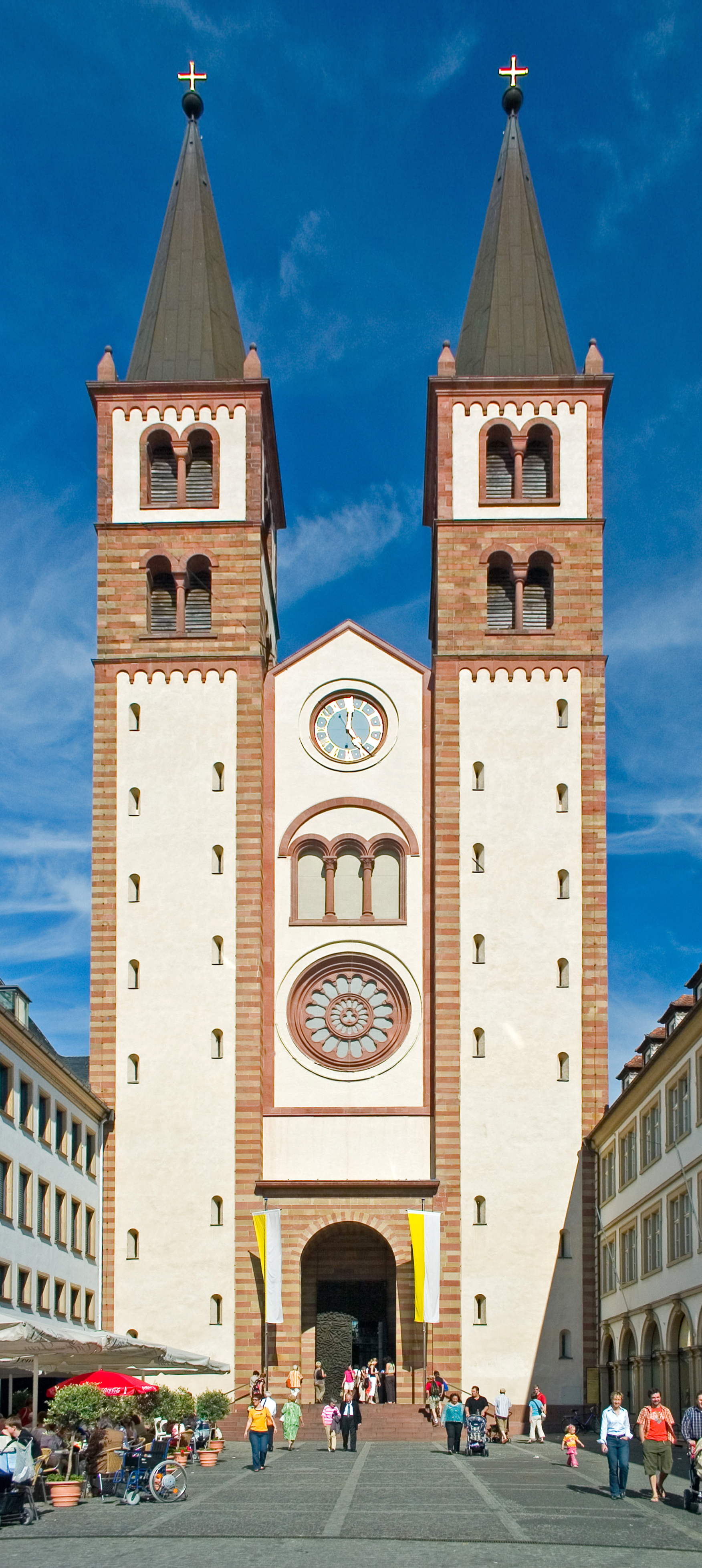
Domul din Würzburg
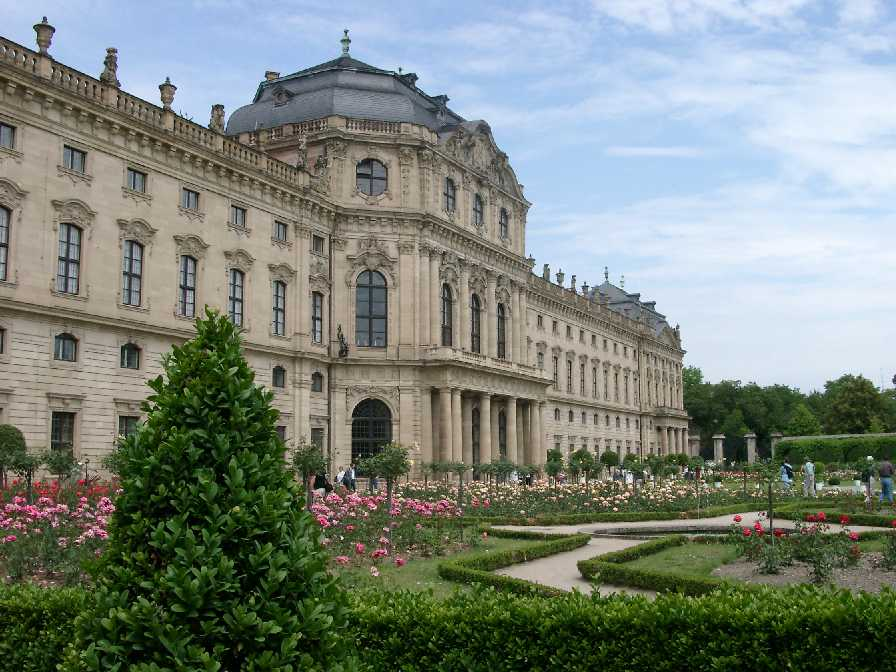
Rezidența din Würzburg